# Oreste (praefectus augustalis)
Oreste (latino: Orestes; fl. 415) è stato un prefetto romano di Alessandria d'Egitto nel 415; fu coinvolto nello scontro con il vescovo Cirillo.

## Biografia

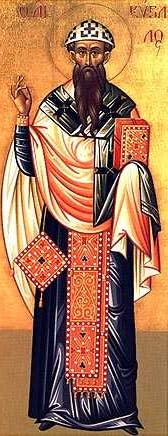
Il vescovo Cirillo di Alessandria (412-444), contro il quale si scontrò Oreste.

Oreste era un cristiano, e prima di assumere la sua magistratura ad Alessandria d'Egitto si fece battezzare a Costantinopoli dal patriarca Attico.
Durante la sua magistratura, attestata nel 415, si scontrò con il vescovo di Alessandria, Cirillo. In una occasione, Oreste fece punire pubblicamente a teatro il grammaticus Ierace, uno dei più accesi sostenitori di Cirillo. Quando Cirillo fece espellere tutti gli ebrei da Alessandria, Oreste si rivolse all'imperatore e rigettò i tentativi di conciliazione del vescovo alessandrino.
Oreste fu in buoni rapporti con Ipazia, filosofa neoplatonica e astronoma, esponente di spicco della cultura pagana alessandrina. La morte di Ipazia (marzo 415) avvenne per mano di una folla inferocita di monaci, che la linciarono perché si sospettava che istigasse Oreste a non riconciliarsi con Cirillo.

### L'attacco
Alla morte di Teofilo nel 412 salì sul trono episcopale di Alessandria Cirillo: questi «si accinse a rendere l'episcopato ancora più simile a un principato di quanto non fosse stato al tempo di Teofilo», nel senso che con Cirillo «la carica episcopale di Alessandria prese a dominare la cosa pubblica oltre il limite consentito all'ordine episcopale». In tal modo, tra il prefetto di Alessandria Oreste, che difendeva le proprie prerogative, e il vescovo Cirillo, che intendeva assumersi poteri che non gli spettavano, nacque un conflitto politico, anche se «Cirillo e i suoi sostenitori tentarono di occultarne la vera natura e di porre la questione nei termini di una lotta religiosa riproponendo lo spettro del conflitto tra paganesimo e cristianesimo».
Nel 414, durante un'assemblea popolare, alcuni ebrei denunciarono al prefetto Oreste quale seminatore di discordie il maestro Ierace, un sostenitore del vescovo Cirillo, «il più attivo nel suscitare gli applausi nelle adunanze in cui il vescovo insegnava». Ierace fu arrestato e torturato, al che Cirillo reagì minacciando i capi della comunità ebraica, e gli ebrei reagirono a loro volta massacrando un certo numero di cristiani. La reazione di Cirillo fu durissima: l'intera comunità ebraica fu cacciata dalla città, i loro averi furono confiscati e le sinagoghe distrutte. «Oreste, prefetto di Alessandria, s'indignò molto per l'accaduto e provò un gran dolore perché una città tanto importante era stata completamente svuotata di esseri umani», ma non poté prendere provvedimenti contro Cirillo, poiché per la costituzione del 4 febbraio 384 il clero veniva a essere soggetto al solo foro ecclesiastico.
Nel pieno del conflitto giurisdizionale tra il prefetto e il vescovo, dai monti della Nitria intervennero a sostegno di Cirillo un gran numero di monaci, i cosiddetti parabolani. Formalmente degli infermieri, «di fatto costituivano un vero e proprio corpo di polizia che i vescovi di Alessandria usavano per mantenere nelle città il loro ordine». Costoro, «usciti in numero di circa cinquecento dai monasteri e raggiunta la città, si appostarono per sorprendere il prefetto mentre passava sul carro. Accostatisi a lui, lo chiamavano sacrificatore ed elleno, e gli gridavano contro molti altri insulti. Egli allora, sospettando un'insidia da parte di Cirillo, proclamò di essere cristiano e di essere stato battezzato dal vescovo Attico. Ma i monaci non badavano a ciò che veniva detto e uno di loro, di nome Ammonio, colpì Oreste sulla testa con una pietra».
Accorsero cittadini di Alessandria, dispersero i parabolani e catturarono Ammonio conducendolo da Oreste: «questi, rispondendo alla sua provocazione pubblicamente con un processo secondo le leggi, spinse a tal punto la tortura da farlo morire. Non molto tempo dopo rese noti questi fatti ai governanti. Ma Cirillo fece pervenire all'imperatore la versione opposta». Non si sa quale fosse la versione dei fatti approntata da Cirillo, ma la si può immaginare dal fatto che il vescovo fece collocare il cadavere di Ammonio in una chiesa e, cambiatogli il nome in Thaumasios — «ammirevole» — lo elevò al rango di martire, come se fosse morto per difendere la sua fede. «Ma chi aveva senno, anche se cristiano, non approvò l'intrigo di Cirillo. Sapeva, infatti, che Ammonio era stato punito per la sua temerarietà e non era morto sotto le torture per costringerlo a negare Cristo». Infatti, lo stesso Cirillo «si adoperò per far dimenticare al più presto l'accaduto con il silenzio».

### Il rapporto con Ipazia
In questo clima, maturò l'assassinio di Ipazia, poiché, riferisce lo storico della Chiesa Socrate Scolastico, «s'incontrava alquanto di frequente con Oreste, l'invidia mise in giro una calunnia su di lei presso il popolo della chiesa, e cioè che fosse lei a non permettere che Oreste si riconciliasse con il vescovo».
Era il mese di marzo del 415, e correva la quaresima: un gruppo di cristiani «dall'animo surriscaldato, guidati da un lettore di nome Pietro, si misero d'accordo e si appostarono per sorprendere la donna mentre faceva ritorno a casa. Tiratala giù dal carro, la trascinarono fino alla chiesa che prendeva il nome da Cesario; qui, strappatale la veste, la uccisero usando dei cocci. Dopo che l'ebbero fatta a pezzi membro a membro, trasportati i brandelli del suo corpo nel cosiddetto Cinerone, cancellarono ogni traccia bruciandoli. Questo procurò non poco biasimo a Cirillo e alla chiesa di Alessandria.
Il filosofo pagano Damascio si era recato ad Alessandria intorno al 485, quando ancora «vivo e denso di affetto era il ricordo dell'antica maestra nella mente e nelle parole degli alessandrini». Divenuto poi scolarca della scuola di Atene, scrisse, cento anni dopo la morte di Ipazia, la sua biografia. In essa sostiene la diretta responsabilità di Cirillo nell'omicidio, più esplicitamente di quanto non faccia Socrate Scolastico: accadde che il vescovo, vedendo la gran quantità di persone che frequentava la casa di Ipazia, «si rose a tal punto nell'anima che tramò la sua uccisione, in modo che avvenisse il più presto possibile, un'uccisione che fu tra tutte la più empia». Anche Damascio rievoca la brutalità dell'omicidio: «una massa enorme di uomini brutali, veramente malvagi [...] uccise la filosofa [...] e mentre ancora respirava appena, le cavarono gli occhi».
Dopo l'uccisione di Ipazia fu aperta un'inchiesta. A Costantinopoli regnava di fatto Elia Pulcheria, sorella del minorenne Teodosio II (408-450), che era vicina alle posizioni del vescovo Cirillo d'Alessandria e come il vescovo fu dichiarata santa dalla Chiesa. Il caso fu archiviato, sostiene Damascio, a seguito dell'avvenuta corruzione di funzionari imperiali. Anche secondo Socrate Scolastico, la corte imperiale fu corresponsabile della morte di Ipazia, non essendo intervenuta, malgrado le sollecitazioni del prefetto Oreste, a porre fine ai disordini precedenti l'omicidio. Tesi condivisa da Giovanni Malalas, secondo il quale l'imperatore Teodosio «amava Cirillo, il vescovo di Alessandria. In questo periodo gli alessandrini, col permesso del vescovo (Cirillo) di fare da sé, bruciarono Ipazia, un'anziana donna (παλαια γυνη), filosofa insigne, da tutti considerata grande».
Lo scrittore cristiano Giovanni di Nikiu scrisse che Ipazia aveva traviato Oreste con la propria magia, ma gli storici moderni riconoscono nell'avvicinamento tra il prefetto cristiano e la filosofa neoplatonica e negli onori concessi dal primo alla seconda una motivazione puramente politica, quella di stringere legami con le figure più influenti della città, la cui vita politica era notevolmente instabile; in questa ottica vanno visti i rapporti cordiali tra Oreste e la comunità ebraica e il contrasto tra il rappresentante imperiale e il vescovo cittadino (lo zio di Cirillo, Teofilo, cui il giovane nipote era succeduto quasi contemporaneamente alla nomina di Oreste), che aveva ripetutamente tentato di influenzare l'amministrazione di Alessandria.